# إدوارد بالدايس
إدوارد بالدايس (5 يونيو 1813، جرونباك، بروسيا—1889 في أركوي، باريس) كان مصور في فن التصوير الطبيعي والعمارة ومصور في السكك الحديدية.

## سيرته

### بداية حياته
ولد إدوارد بالديس في 5 يونيو 1813 في جرونباك، بروسيا. لقد تدرب طبيعياً على أنه رسام وعمل أيضاً كرسام وفي مطبعة حجرية وذلك قبل انتقاله إلي التصوير في 1849.

### وفاته
توفي في 1889 في أركاي، فرنسا

## أعماله المميزة

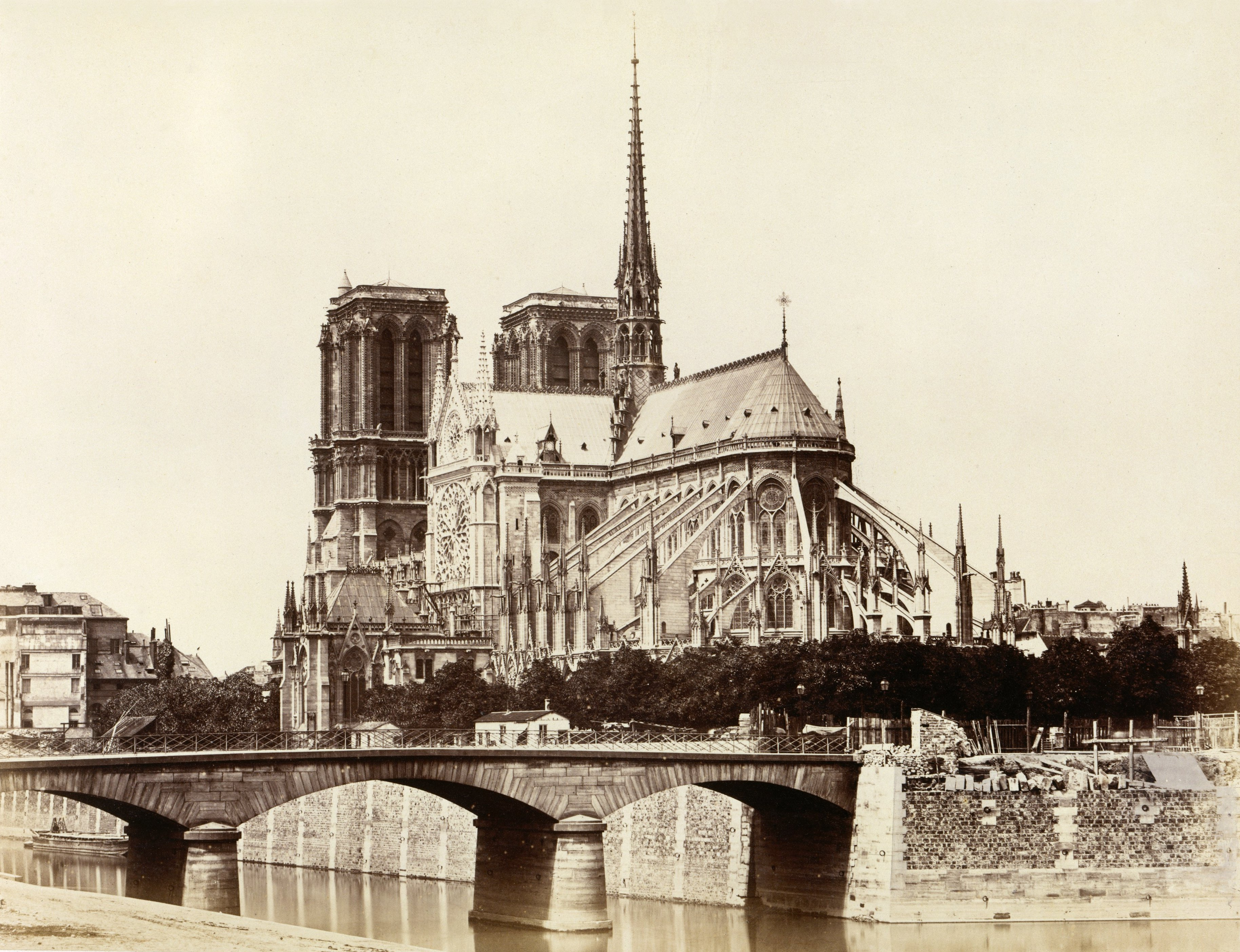
كاتدرائية نوتردام دو باري (باريس)
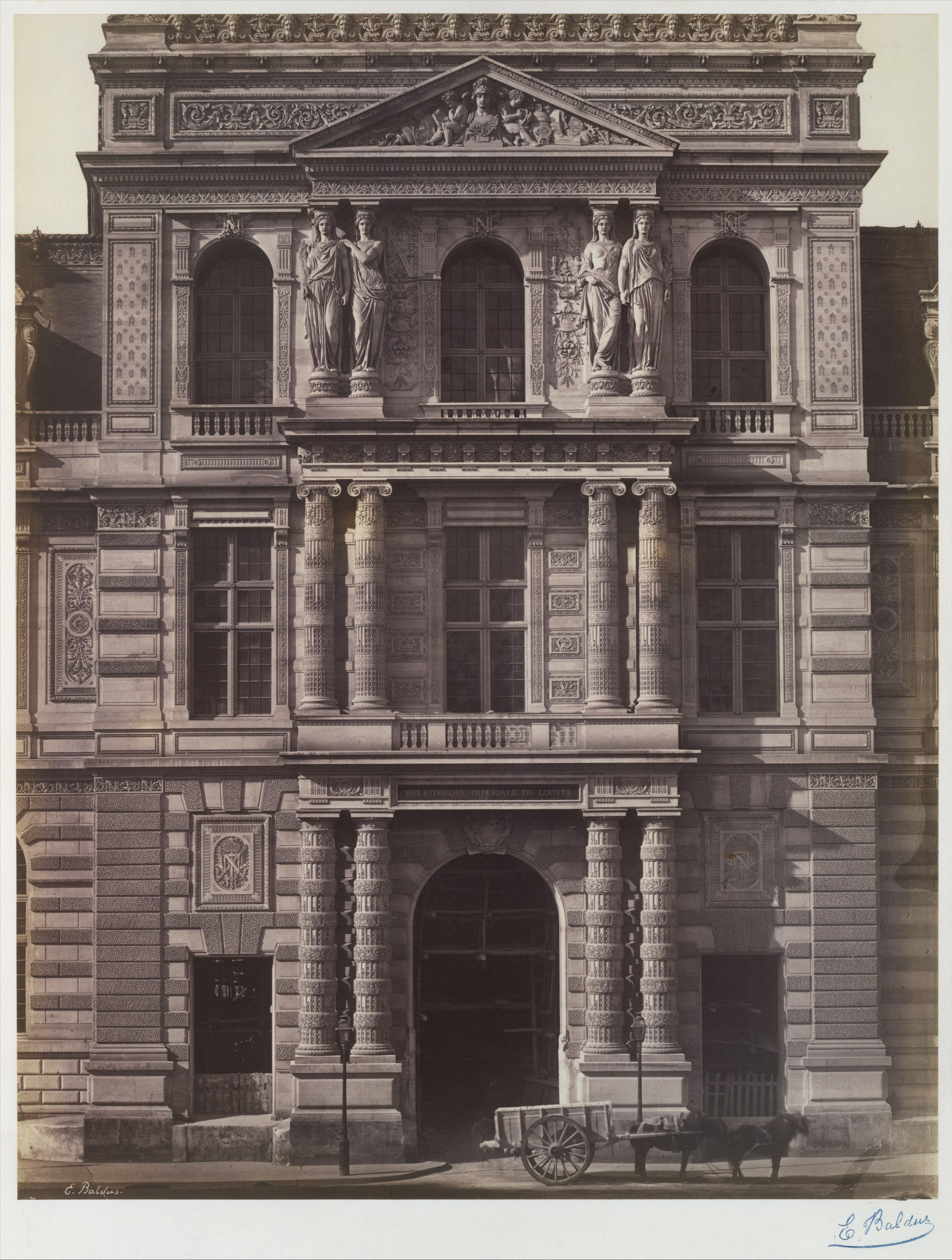
Imperial Library of the Louvre
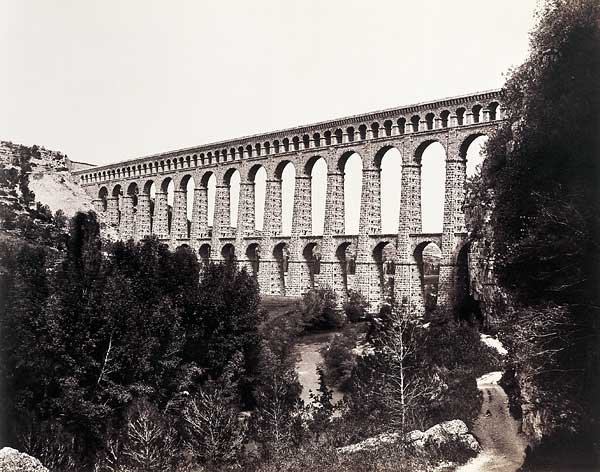
Roquefavour Aqueduct
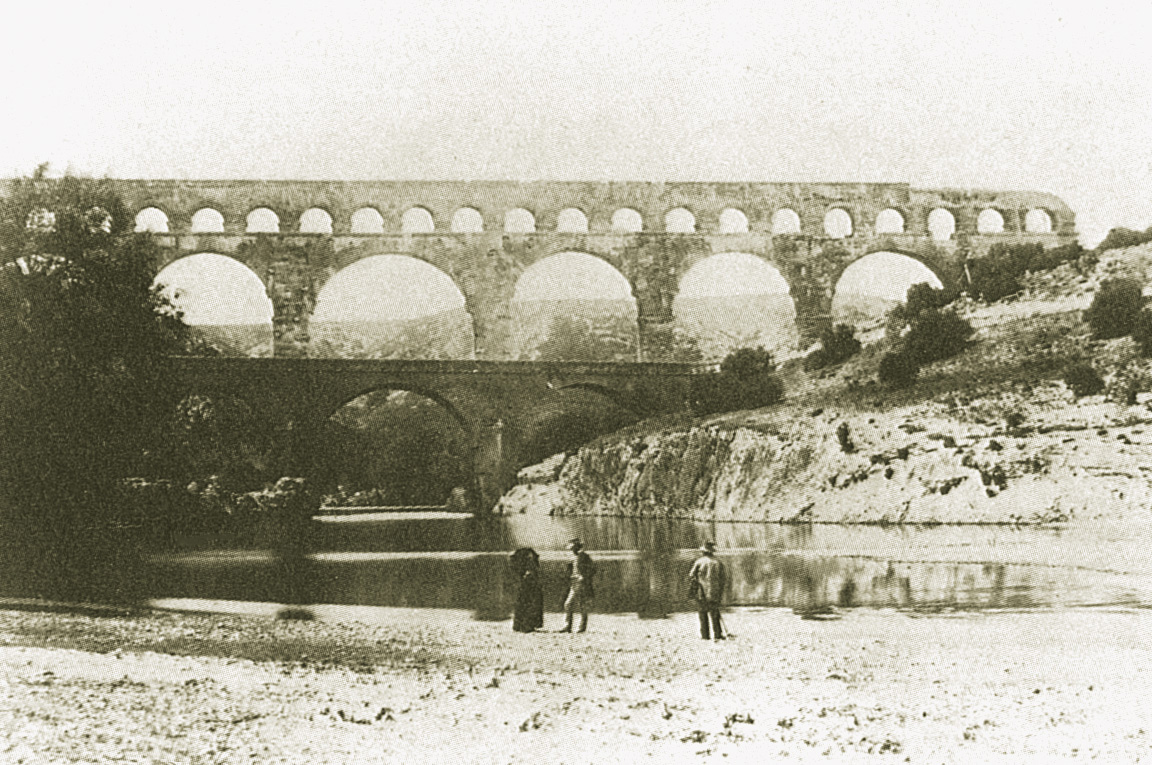
بونت دي غار
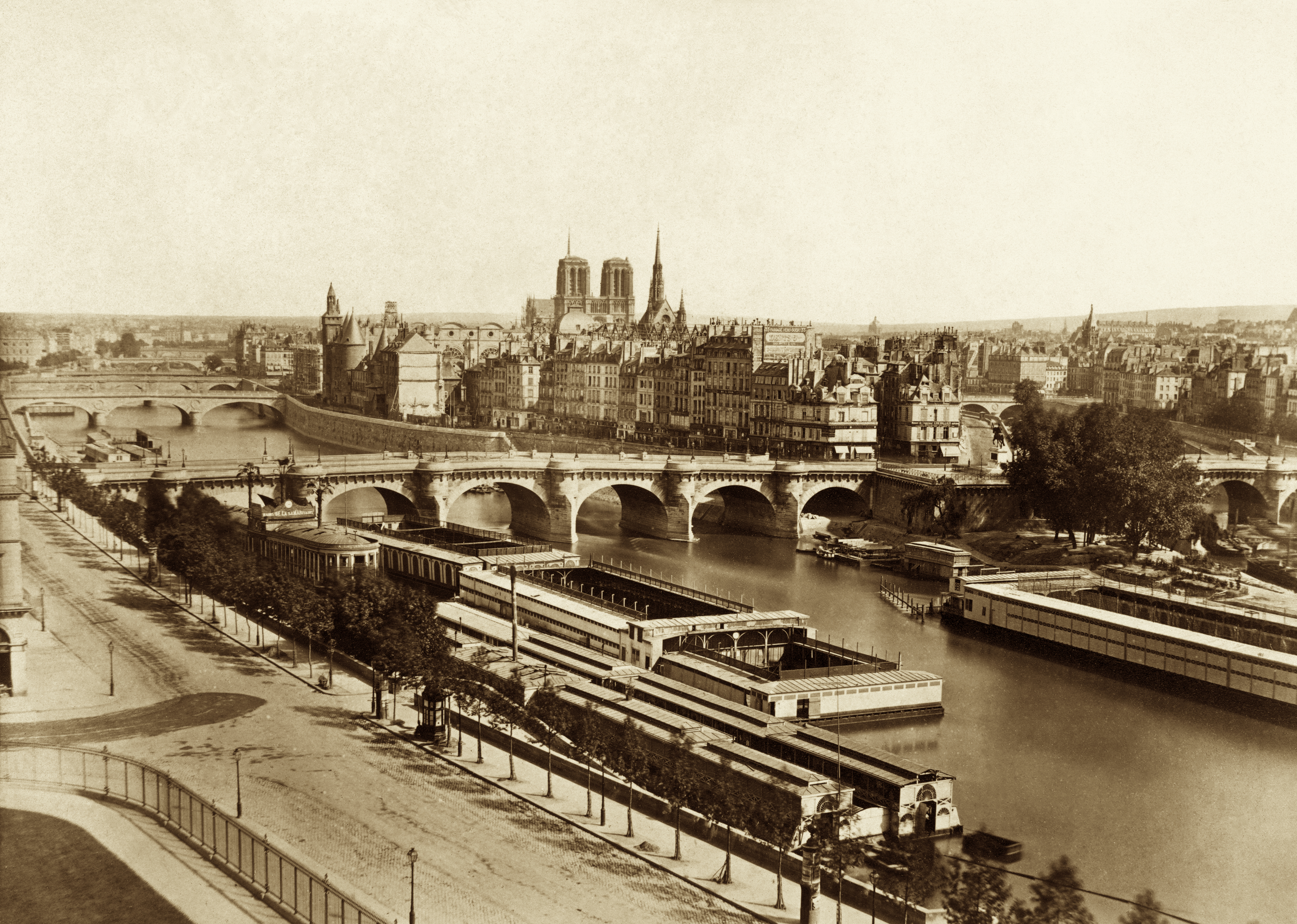
Panorama of Paris, about 1860

## روابط خارجية
- The Photographs of Edouard Baldus article on his photographic style
- Some of Baldus's photographs
- Lee Gallery
- "The Secret of Edouard Baldus Revealed" — with Baldus' photographs.